# Liste englischsprachiger Buchreihen
Dies ist eine Liste englischsprachiger Buchreihen. Bekannte Reihen sind beispielsweise die Everyman’s Library oder die Loeb Classical Library.

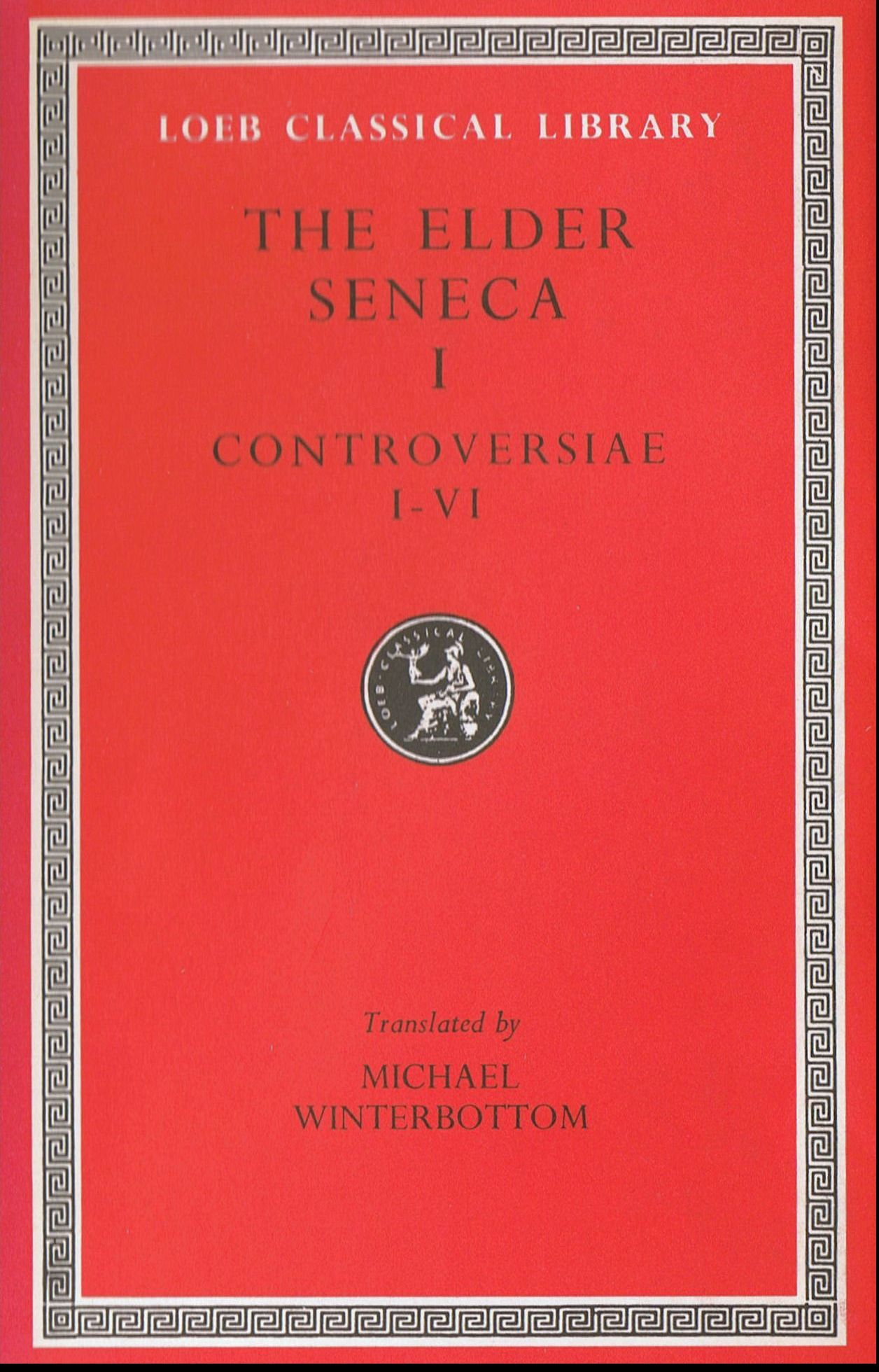
Band aus der Loeb Classical Library

Die folgende Übersicht ist thematisch weit gefächert und enthält neben akademischen Reihen auch viele andere. Mehrbändige Werke, Fortsetzungsromane, Jugendbuchreihen, Kriminalromanserien, Phantastik, Science Fiction und dergleichen einzelner Autoren o. ä. (die zum Teil in der Kategorie:Buchreihe zu finden sind) wurden weitgehend ausgeklammert. Die folgende Übersicht erhebt keinen Anspruch auf Aktualität oder Vollständigkeit:

## Übersicht

### A
- Abbey Classics
- Abbey Classics (Murray’s)
- Abbey Library
- Abbey Library (Murray’s)
- Abercrombie & Fitch Library
- Academy Books
- Acme Library
- Adelaide Series
- Adelphi Library
- African Ethnographic Studies of the 20th Century
- African Writers Series
- Africana Collectanea
- A History of Indian Literature
- Albemarle Library
- Aldine Library
- American Classics
- American Fiction Library
- American Fiction Series
- American Library
- An American Bookshelf
- An Oriental Bazaar
- Ancient Peoples and Places
- Appleton Biographies
- Appleton Library of Verse
- Arden Library
- Ardent Classics
- Argosy Books
- Arrowsmith’s 2/- Net Novels
- Arrowsmith’s Fiction Series
- Aryan series
- Astor Edition of Poets
- Astor Library

### B
- Batsford’s Half-Guinea Library
- Beacon Library
- Beacon Library of Fiction Classics
- Bell’s Miniature Series of Great Writers
- Benington Books
- Best Value Books
- Bibliophilist Society
- Bibliotheca Neerlandica
- Bilingual Series
- Black and Gold Library
- Black Jacket Books
- Blackie’s Famous Books
- Blue Jade Library
- Blue Ribbon Books
- Blue Seal Books
- Bodley Head Library
- Bohn’s Popular Library
- Bonibooks (Paper Books)
- Book Collectors’ Association / Personal Books
- Book League of America
- Booklover’s Library
- Bookman Library
- Borzoi Classics
- Borzoi Pocket Books
- Bourbon Classics
- Broadway Diaries, Memoirs and Letters
- Broadway Library of Eighteenth-Century French Literature
- Broadway Translations
- Broadway Travellers
- Brocade Series
- Buchreihe Unitas
- Burlington Library
- Burt’s Home Library
- Burt’s Mammoth Series
- Burt’s Pocket Edition of Standard Classics
- Burt’s Popular Copyright Fiction

### C
- Cabinet Library
- Calumet Series
- Cambridge English Classics
- The Cambridge History of China
- Cambridge Miscellany
- Cambridge Texts in the History of Political Thought
- Camden Classics
- Cameo Classics
- Capricorn Books
- Caravan Library
- Carlton Classics
- Carlton House
- Casket Library
- Cass Library of West Indian Studies
- Cassell’s National Library
- Cassell’s Pocket Library
- Cassell’s Shilling Novels
- Cathedrals, Abbeys & Famous Churches
- Caxton Series
- Centaur Classics
- Center Books
- Century Library
- Century Series
- Chameleon Books
- Champak Library
- Chandos Classics
- Chapman and Hall’s 2/- Net Library
- Chevron Books
- Chiltern Library
- The Civilization of the American Indian
- Clarendon Series of English Literature
- Classic Novels
- Classics in African Anthropology
- Classics of International Law
- Classics of Russian Literature
- Classics of Russian Poetry
- Classics of Western Spirituality
- Clifford Library
- Clipper Books
- Collected Vocal Works of William Byrd
- Collegium Musicum (Yale University)
- Collins’ Classics
- Comedie d’Amour Series
- Companion Books
- Consol Classics
- Constable’s Miscellany
- Contemporary Fiction
- Contemporary Series
- Contributions to North American Ethnology
- Cornell Series
- Corpus of Early Keyboard Music
- Cosmos Library
- Cottage Library
- Country Library
- The Coxeman
- Cresset Library
- Crime Club
- Criterion Miscellany
- Critical Studies in the History of Anthropology
- Crowell’s Colonial Series
- Crown Classics
- Crown Constable
- Crusade Texts in Translation
- Cygnet Books

### D
- Daily Express Fiction Library
- Daisy Series
- De La More Booklets
- Deep Sea Library
- Dent’s Double Volumes
- Dent Volumes on the History of Music
- Direction Series
- Discussion Books
- Disneys Hall of Fame
- Dohnavur Books
- Dollar Library
- Dollar Series
- Dolphin Books
- Donajowski’s Miniature Scores
- Donohue’s Popular Copyright Fiction
- Doric Books
- Doughty Library
- Drama Library
- The Dumpy Books for Children

### E
- Early English Church Music
- Early Keyboard Music
- Ebony Library
- Eclectic Library
- Edinburgh Library
- Editions Poetry London
- Eighteenth-Century Novels
- English Library
- The English Madrigalists
- English Masterpieces
- English Men of Letters
- English Novelists Series
- English Readings
- English Reprints
- English Series
- The English School of Lutenist Song Writers
- Envelope Books
- Essex Library (Ernest Benn)
- Essex Library (Stanley Paul)
- Essex Series
- European Classics
- Evergreen Books
- Evergreen Library
- Evergreen Series
- Every Irishman’s Library
- Everyman’s Library
- Everyman’s University Library
- Everyone’s Library

### F
- Faber Library
- Falcon Prose Classics
- Famous Novels
- Father and Son Library
- Fellowship Books
- Ferret Library
- Film Lover’s Library
- Fireside Library
- First Novel Library
- Flexibles
- Florin Books
- Folklore Fellows’ Communications
- Fortune Play Books
- Forum Series
- Fountain Library

### G
- Gateway Library
- Gateway Poets
- General and Regional Histories
- A General History and Collection of Voyages and Travels
- Gibb Memorial Series
- Globe Edition / Globe Library
- Gold Seal Books
- Golden Books
- Golden Dragon Library
- Golden Hind Series
- Golden Library
- Golden Treasury Series
- Goldfinch Titles
- Graduate Texts in Mathematics
- Grayson Books
- Great Books of the Western World
- Great Composers Series
- Great French Romances
- Great Illustrated Classics
- Great Letters Series
- Great Lives
- Great Lives in Brief
- Great Masters in Painting & Sculpture
- Great Writers Collection
- Greek-Lamp Library
- Greenjacket Books
- Grosset & Dunlap
- Guild Books
- Guild Books Continental Edition

### H
- Works issued by the Hakluyt Society
- Halcyon House Illustrated Library
- Hampton Classics
- Handy Classics
- Handy Library Edition
- Handy Volume Classics
- Harper’s Family Library
- Harper Perennial Classics
- Harper’s Library of Living Thought
- Harper’s Modern Classics
- Harrap Library
- Harrap’s French Classics
- Harrap’s Shilling Library
- Harrap’s Standard Fiction Library
- Hartsdale House
- Hearst’s International Library
- Heinemann Pocket Editions
- Helicon Series
- Herbert Strang’s Library / Empire Library
- Heritage Library of African Peoples
- Heritage of India Series
- Hero Series
- Historical Dictionaries of Ancient Civilizations and Historical Eras
- Historical Dictionaries of Religions, Philosophies, and Movements Series
- History of Human Society
- Holborn Library
- Holiday Library
- Home University Library
- Horizon Books
- Hour-Glass Library
- Hour-Glass Stories
- Hurst & Blackett’s 7d. Novels
- Hurst’s Poetical Classics
- Hutchinson International Authors
- Hutchinson University Library
- Hutchinson’s 7d. Novels
- Hutchinson’s Library of Standard Lives
- Hutchinson’s Pocket Library

### I
- Illustrated Editions
- Illustrated Gift Editions
- Illustrated Novel Library
- Illustrated Pocket Classics
- Imperial Library
- Inspirational Classics
- International Encyclopedia of Unified Science
- International Fiction Library
- International Library
- Islamic Philosophy, Theology and Science
- Islamic Research Association Series
- Ismaili Heritage Series
- Ismaili Texts and Translations Series
- I Tatti Renaissance Library

### J
- Jarrolds’ 2/- Novels
- John O’ London’s Little Books
- John O’London’s Library

### K
- Keystone Library
- King Penguin Books
- Kingfisher Library
- Knickerbocker Series: A Holland-American Library

### L
- Lambskin Library
- Landmark Library
- Landmarks in Anthropology
- Laurel Series
- Lecture Notes in Computer Science
- Lecture Notes in Mathematics
- Legacy Series
- Library of Aboriginal American Literature
- Library of America (Bände)
- Library of Chinese Classics
- Library of Contemporary Soviet Authors
- Library of Living Classics
- Library of New Ideas
- Library of Unusual Books
- Library of World’s Greatest Books
- Library of Yiddish Classics
- Lippincott’s Popular Library
- Literary Guild
- Little Blue Books
- Little Books on Art
- Little Books
- Little Golden Books
- Living Library
- Living Thoughts Library
- Loeb Classical Library
- Longman African classics
- Longman Library
- Longmans’ Pocket Library
- Looking Glass Library
- Lotus Library
- Luzac’s Oriental Religions Series
- Lyceum Library

### M
- MABDA English Monograph Series
- Macdonald Illustrated Classics
- Macmillan’s 7d. Series
- Macmillan’s Pocket Library
- Macmillan’s Standard Library
- Macmillan’s Three & Sixpenny Novels
- Magnolia Library
- Makers of Modern Literature
- Malaysian heritage series
- Mandrake Booklets
- Mariners Library
- Master Musicians
- Masterworks Library
- Medieval Library
- Medieval Towns Series
- Mellifont Classics
- Melrose’s Pocket Series
- Men and Books
- Mermaid Books
- Mermaid Series
- Methuen’s Cheap Novels
- Methuen’s Library of Humour
- Methuen’s Old English Library
- Methuen’s Shilling Library
- Methuen’s Shilling Novels
- Methuen’s Two Shilling Novels
- Microcosm of London
- Modern Amatory Classics
- Modern American Writers
- Modern Anthologies
- Modern Drama Series
- Modern Library
- Modern Library (Appleton)
- Modern Masterpieces
- Modern Readers Series (New Directions)
- Modern Readers’ Series
- Modern Reprint Library
- Modern Standard Authors
- Modern Student’s Library
- Modern Student’s Library Philosophy Series
- Modern Student’s Library French Series
- Modern Writers Series
- Moscow Art Theatre Series of Russian Plays
- Murray’s Fiction Library
- Murray’s Library
- Murray’s Shilling Library
- Muses’ Library
- Music of the United States of America
- Musica Britannica

### N
- National Home Library
- Nautilus Library
- The Negro Motorist Green Book
- Nelson’s Classics
- Nelson’s English Series
- Nelson’s History of the War
- Nelson’s Library / Nelson’s Novels
- Nelson’s Medieval and Renaissance Library
- Neptune Library
- New Adelphi Library
- New Aldine Library
- New Beverly Edition
- New Century Library
- New Chevron Series
- New Classics Series
- New Eversley Series
- New Hogarth Library
- The New Hollstein Dutch & Flemish Etchings, Engravings and Woodcuts 1450–1700
- New Library of French Classics
- New Library
- New Medieval Library
- New Pocket Classics
- New Poetry Series
- New Poetry
- New Readers Library
- New Science Series
- New Universal Library
- New Yiddish Library
- Nimmo’s Miniatures
- Nineteenth-Century Highways and Byways
- Nisbets’ Shilling Novels
- Nonesuch Library
- North America’s Forgotten Past
- Novel Library (London Book Co.)
- Novel Library
- Novels Beautiful
- Novels of Distinction

### O
- Odd Number Series
- Odyssey Library
- The Official History of Australia’s Involvement in Southeast Asian Conflicts 1948–1975
- The Old English Edition
- Olive Classics
- Omar Series
- Open-Air Library
- Open-Air Nature Books
- Orchard Books
- Order of Merit Series
- Ormond Poets
- Our Debt to Greece and Rome
- Outward Bound Library
- Oxford Library of African Literature
- Oxford Miscellany
- Oxford Standard Authors

### P
- Park Street Library of Diaries, Memoirs and Letters
- Paternoster Library
- Pelham Library
- People’s Books
- People’s Library
- People’s Library (Hodder & Stoughton)
- Percy Press Reprints
- Percy Reprints
- Persian Heritage Series
- Petit Trianon Series
- Phaidon Pocket Series
- Philosophical Library
- Phoenix Library
- Pilgrim’s Books
- Pilot Omnibus
- Pocket Books
- Pocket Classics (Barse & Hopkins)
- Pocket Classics (McKay)
- Poet of the Month / Poets of the Year
- Poetry and Life Series
- Poetry Scotland Series
- Premier Series
- Polyphonic Music of the Fourteenth Century
- Princeton Readings in Religions
- Probsthain’s Oriental Series
- Progress Soviet Author’s Library
- Publications of the Musical Antiquarian Society
- Puffin Picture Books
- Publishers & Series List

### Q
- Q Books
- Queen’s Treasures Series
- Queensway Classics
- Queensway Library

### R
- The Railway Series
- Rare Works of Imaginative Fiction
- Reader’s Library (Duckworth)
- Readers Club
- Readers Library
- Recent Researches in American Music
- Recent Researches in the Music of the Baroque Era
- Recent Researches in the Music of the Classical Era
- Recent Researches in the Music of the Middle Ages and Early Renaissance
- Recent Researches in the Music of the Nineteenth and Early Twentieth Centuries
- Recent Researches in the Music of the Renaissance
- Records of Civilization: Sources and Studies
- Red Label Reprints
- Red Seal Books
- Religions: Ancient and Modern
- Republic of Letters
- Rescue Series
- Reynard Library
- Riccardi Press Books / Booklets
- Rinehart Library Classics
- Rittenhouse Classics
- Riverside Library
- Riverside Popular Biographies
- Roadmaker Series
- Rogues Gallery
- Rogues’ Bookshelf
- Romance of Reality
- Rose and Crown Library
- Rosemary Library
- Royal Blue Library
- Royal Collection
- Royal Red Library
- Rulers of India
- Russell Classics
- Russian Library
- Russian Literature Library

### S
- Sacred Books of China
- Sacred Books of the East
- Saint George Series
- Saint Giles Library
- Saltire Classics
- Sanctuary Booklets
- Schaum’s Outlines
- Schocken Library
- Scholar’s Library
- Scribner’s Famous Series
- Seagull Library of Mystery and Suspense
- Seal Books
- Series in Literature
- Series of the Great Poets
- Services Library
- Sesame Books
- Shakespeare House
- Short Stories of To-Day and Yesterday
- Smith College Music Archives
- Songs of Today Series
- Soviet Indology Series
- Spencer Library
- St. James’s Library
- St. Martin’s Library
- Standard Authors Library
- Stanyan Books
- Star Dollar Books
- State Archives of Assyria Studies
- State Archives of Assyria
- Stratford Library
- Students’ Library
- Studies in English Literature
- Sun Dial Library
- Swan Library
- The Scots Peerage

### T
- Tauchnitz Edition
- Tavistock Library
- Temple Classics
- Temple Cyclopædic Primers
- Temple Dramatists
- The Poetry Bookshelf
- Theatre Guild Library
- Thin Paper Classics
- Thinker’s Library
- Thistle Library
- Tower Books
- Travellers’ Library
- Triangle Books
- Tudor Church Music
- Twayne’s world authors series
- Twentieth Century Classics
- Twentieth Century Library

### U
- Undergraduate Texts in Mathematics
- Unicorn Books
- Universal Library
- University Classics (Packard, Hendricks, Farrar Straus)
- University Classics (University Publishing Co.)
- University Library of Classics

### V
- Vanguard Books
- Vanguard Library
- Vanguard Series
- Venus Library
- Victorian Library
- Victory Books
- Vignette Edition
- Viking Portable Library
- Vintage Books

### W
- Wallet Library
- Walter Edwards Classics
- Ward, Lock & Co.’s Sevenpenny Net Novels
- Wayfarers’ Library
- Week-End Library (Doubleday)
- Week-End Library (Lane)
- The Wellesley Edition
- Western Frontier Library
- What is Worth While Series
- Windmill Library
- Wisdom of the East Series
- Woburn Books
- World Adventure Series
- World Books
- World Wide Edition
- World’s Classics
- World’s Classics Galaxy Edition
- World’s Popular Classics
- Writers of Wales

### X
- XVIII Century French Romances

### Y
- Yellow Jacket Series
- Yemen Translation Series

### Z
- Zephyr Books
- Zodiac Books
- Zodiac Press